# 平野熙
平野 熙（ひらの ひろし、1890年（明治23年）4月13日 - 1945年（昭和20年）4月5日）は、大日本帝国陸軍軍人。最終階級は陸軍中将。

## 経歴
1890年（明治23年）に兵庫県で生まれた。陸軍士官学校第23期卒業。1937年（昭和12年）8月2日に陸軍砲兵大佐に進級し、8月11日に関東軍技術部長に就任した。1939年（昭和14年）3月に陸軍工科学校幹事を経て、1940年（昭和15年）8月に第1軍兵器部長に就任し、日中戦争に出動した。
1941年（昭和16年）3月に陸軍少将に進級し、1942年（昭和17年）10月に陸軍兵器行政本部補給部長に就任した。1945年（昭和20年）3月1日に陸軍中将に進級し、4月5日に死去。